# Junkers Ju 87

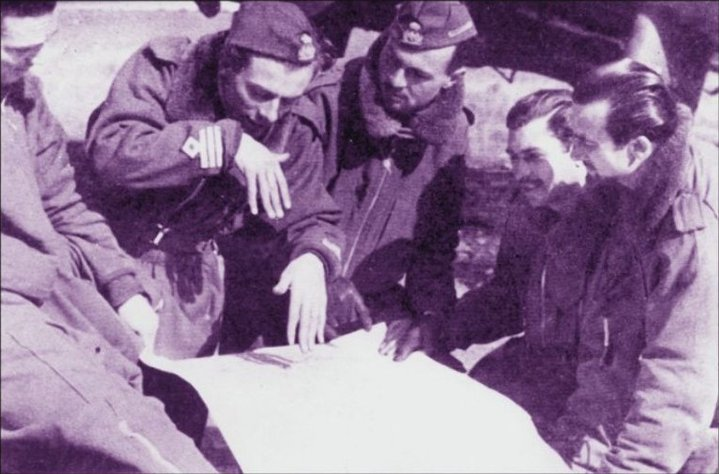
Giuseppe Cenni mostra la sequenza dei tuffi. Tutti i piloti, della 239ª Sq., ritratti nella foto perderanno la vita in azione di guerra. [Gennaio 1941, Galatina-Lecce].

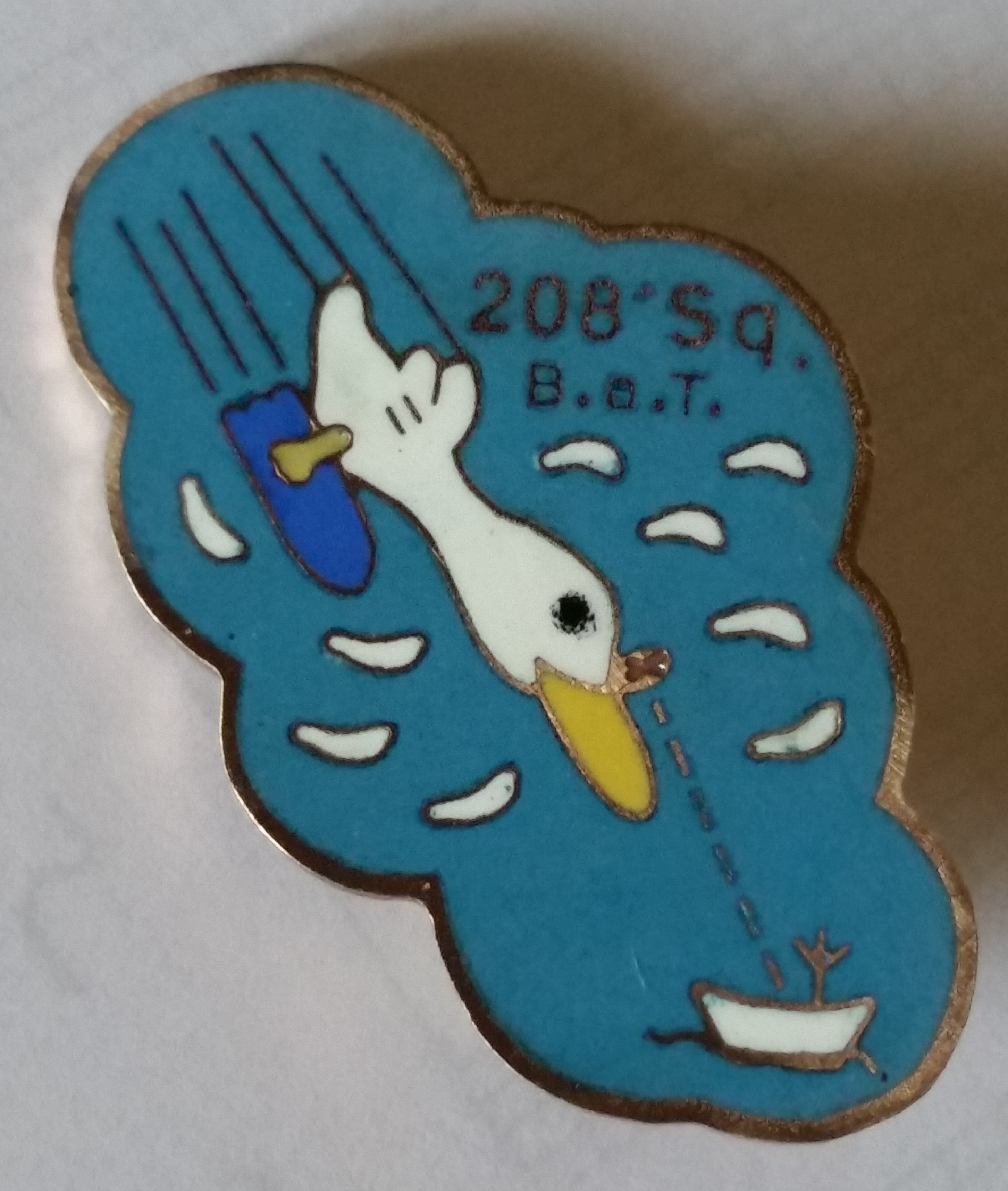
Regia Aeronautica - distintivo originale della 208 Sq. B.a.T. "Bombardamento a Tuffo" prodotto dalla ditta Johnson di Milano

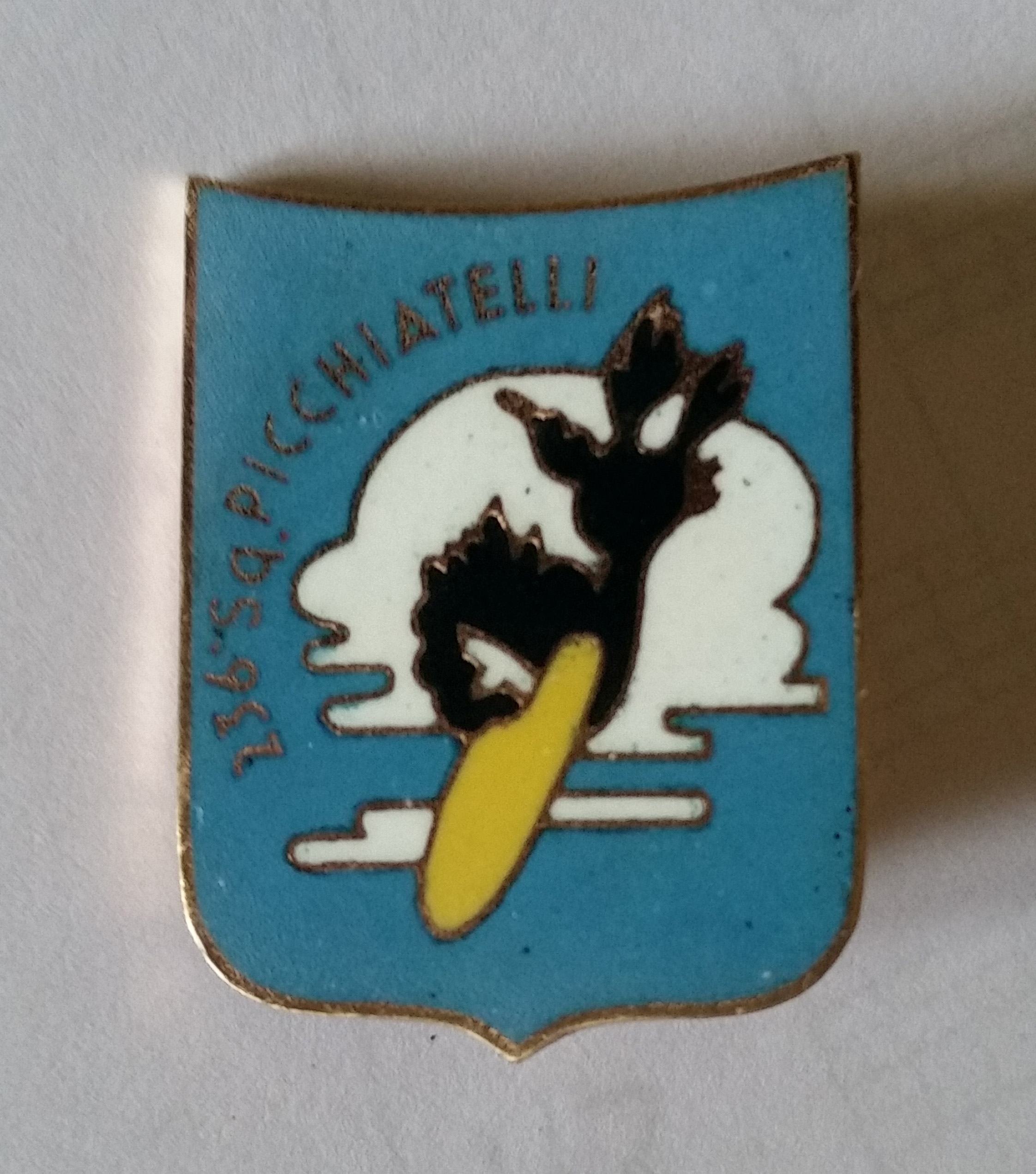
Regia Aeronautica - distintivo originale della 236 Sq. "Picchiatelli" prodotto dalla ditta Johnson di Milano

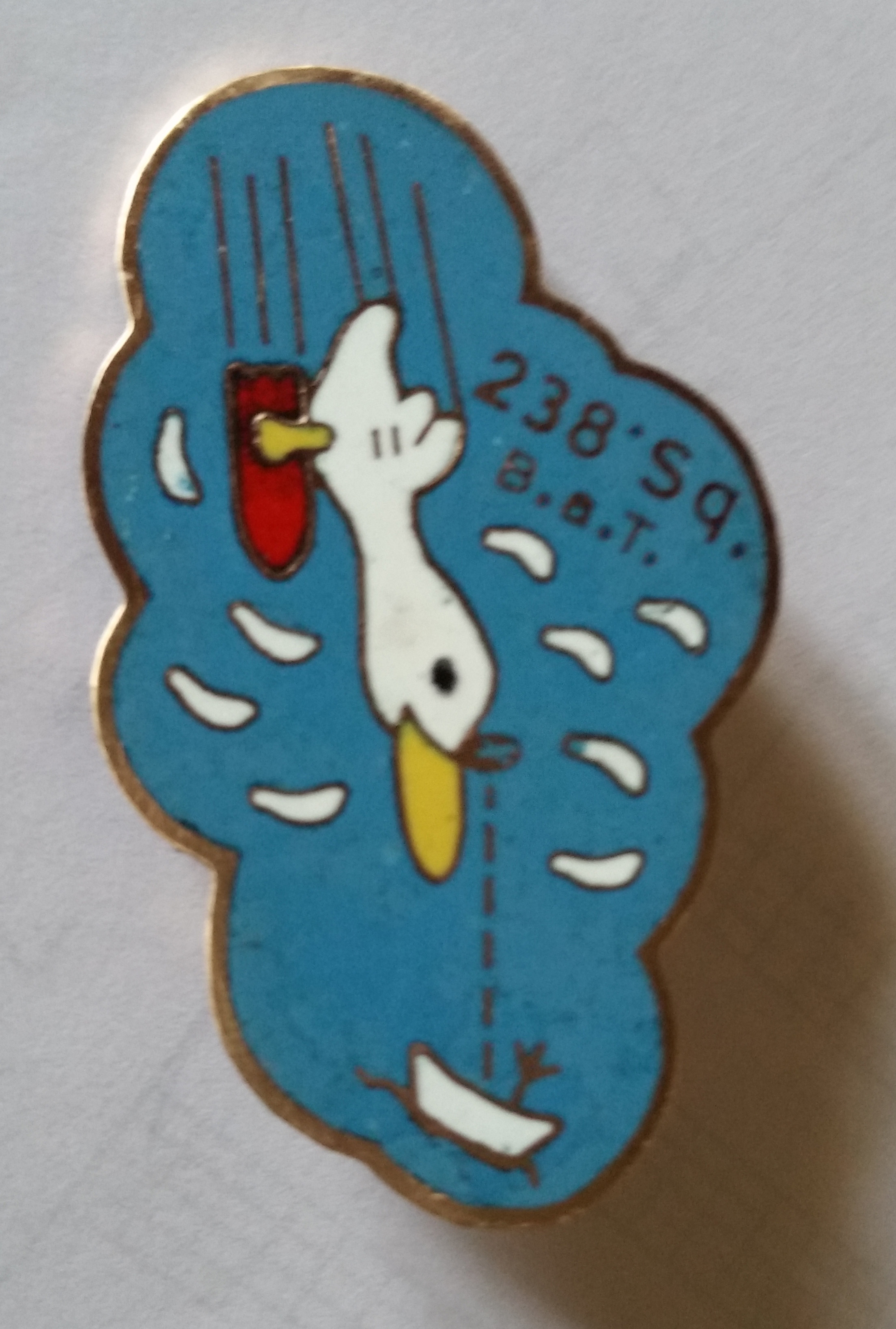
Regia Aeronautica - distintivo originale della 238 Sq. B.a.T. "Bombardamento a Tuffo" prodotto dalla ditta Johnson di Milano

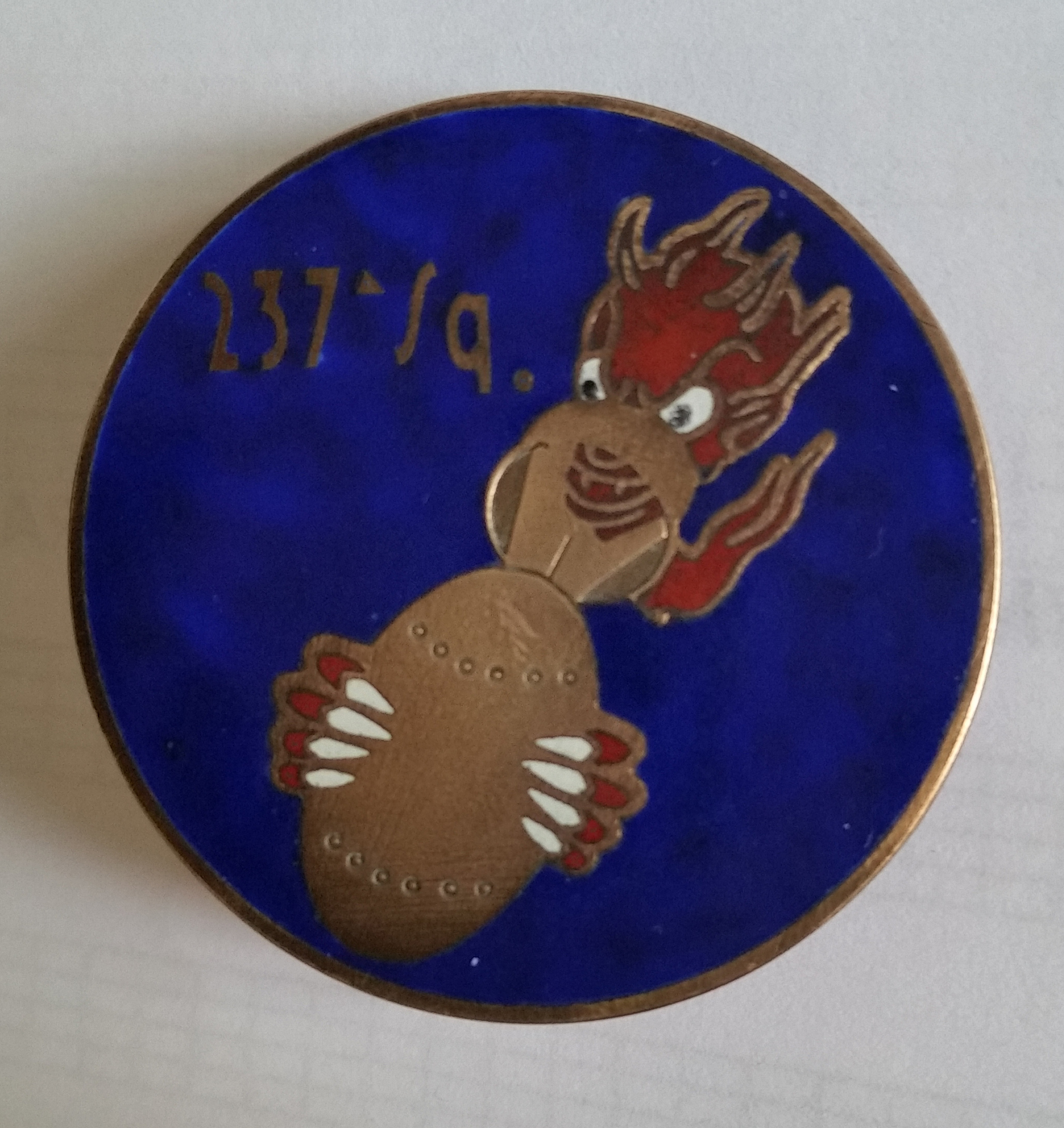
Regia Aeronautica - distintivo originale della 237 Sq. B.a.T. "Bombardamento a Tuffo"

Lo Junkers Ju 87, detto anche Stuka (in tedesco Sturzkampfflugzeug, letteralmente "aereo da combattimento in picchiata"), è stato un bombardiere in picchiata monomotore con configurazione alare ad ala di gabbiano rovesciata, e conosciuto per il rumore prodotto dalle sirene, che ad una certa velocità iniziavano a girare e a suonare, con l’obiettivo di creare terrore nel campo di battaglia. Pur essendo stato progettato dall'azienda tedesca Junkers nel 1933, lo Stuka restò in produzione per oltre 9 anni, rimanendo per tutta la durata della guerra immutato nella struttura e nella configurazione di base, prova della validità complessiva della macchina. Ne furono costruiti più di 5.700 esemplari in una decina di versioni, che combatterono su tutti i fronti. 
Impiegato principalmente dalla Luftwaffe, oltre che dalle forze aeree delle potenze dell'Asse, lo Ju 87 fu uno dei più efficaci bombardieri in picchiata della seconda guerra mondiale, e certamente il velivolo più propagandato di tutto il conflitto. È considerato una pietra miliare nella storia dell'aviazione bellica.

## Storia del progetto
La Junkers iniziò la costruzione di 3 prototipi dello Ju 87 nel 1934 e ironicamente, considerati gli eventi futuri, il primo Stuka era equipaggiato con un motore Rolls-Royce Kestrel da 640 hp (477 kW). Il primo prototipo aveva un impennaggio posteriore bideriva, ad angoli retti e forme molto squadrate. Il secondo prototipo aveva un timone ridisegnato e un motore Junkers Jumo 210A da 610 hp (455 kW), e fu subito seguito da un terzo prototipo con ulteriori modifiche che fu sottoposto a prove di valutazione, nel 1936, insieme ad altri tre velivoli concorrenti: l'Arado Ar 81, il Blohm & Voss Ha 137 e l'Heinkel He 118. La Junkers e l'Heinkel ottennero una commessa di dieci aerei ciascuna, mentre gli altri due tipi vennero eliminati.
Il primo gruppo di Ju 87A-0 aveva un motore Jumo 210Ca da 640 hp (477 kW) e modifiche per facilitare la produzione. Il successivo modello Ju 87A-1 iniziò a sostituire il biplano Hs 123 nella primavera del 1937 e tre esemplari furono inviati in Spagna per essere testati in condizioni operative dalla Legione Condor nella guerra civile spagnola. Seguì lo Ju 87A-2, con un motore Jumo 210Da da 680 hp (507 kW) dotato di "superpotenza", ma questo modello restò in produzione e in servizio solo per sei mesi. Il settimo prototipo e la serie di pre-produzione dello Ju 87B-1, che ne derivò, erano largamente modificati, rispetto al disegno originale.
Il nuovo modello, denominato Ju 87B-1, aveva un motore notevolmente più potente, lo Jumo 211Da da 1200 hp (895 kW), e fusoliera e carrello completamente ridisegnati. La coda era stata ingrandita. Di nuovo provato in Spagna, il nuovo modello dimostrò la sua validità e la produzione venne aumentata, per la metà del 1939, a 60 apparecchi al mese. Allo scoppio della seconda guerra mondiale, così, la Luftwaffe aveva in linea 336 Ju87B-1.
La produzione venne completamente effettuata dalla Junkers per un totale di 5.700 esemplari.

## Tecnica

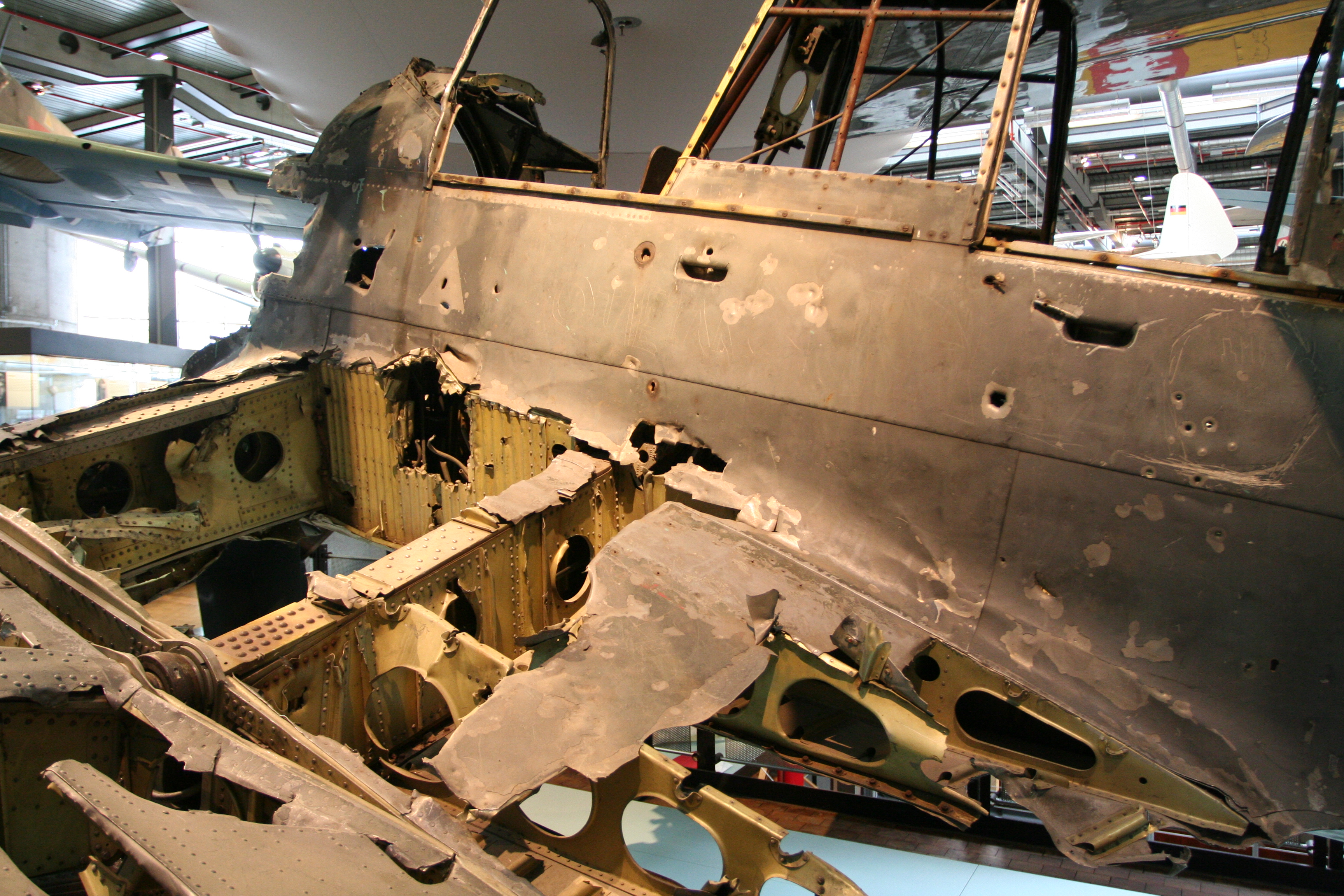
Relitto di uno Ju 87

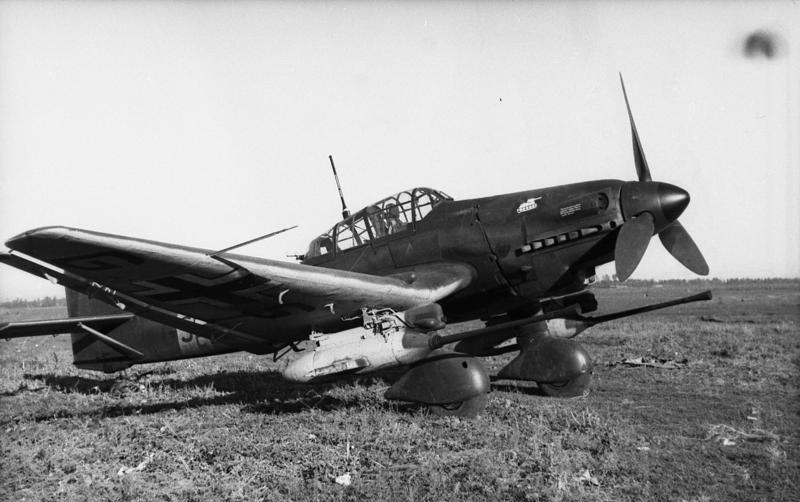
Uno Junkers Ju 87G-1 fotografato in Unione Sovietica nel 1942. Sono ben visibili i cannoni da 37 mm sotto le ali

Lo Stuka fu il bombardiere tattico di gran lunga più importante messo in campo dalla Luftwaffe. Era immediatamente riconoscibile per il suo carrello fisso e per la celebre ala a "gabbiano invertito" o a "doppia V", con le superfici mobili separate, secondo la tipica configurazione Junkers d'anteguerra.
A seguito di un incidente avvenuto in Spagna, i progettisti decisero di dotare lo Stuka di un meccanismo di richiamo automatico che faceva uscire l'aereo dalla picchiata anche senza l'intervento del pilota. Un'intera formazione di Ju 87, in quell'occasione, aveva infatti effettuato la cabrata troppo tardi dopo il bombardamento e si era schiantata al suolo. Uno dei difetti operativi derivanti da un attacco in picchiata contro un obiettivo terrestre consisteva infatti nella violenta accelerazione verticale verso l'alto (fino e oltre 6 g) subita dal pilota durante la fase di cabrata, che permetteva il disimpegno dell'aereo dopo lo sgancio della bomba. Tale accelerazione provoca un deflusso del sangue dal cervello alle estremità inferiori, quindi il pilota tendeva a svenire (per riduzione della quantità di sangue nel cervello) al culmine dello sforzo, generalmente coincidente con lo sgancio della bomba. I progettisti tedeschi ebbero però il merito di aver pensato anche a questa evenienza realizzando un sistema di richiamo automatico della barra, da attivarsi prima della picchiata, capace di riportare in quota l'aereo dopo l'attacco anche in caso di svenimento del pilota, che aveva tutto il tempo durante la risalita di riprendere i sensi e quindi il comando del velivolo.
Vi era inoltre un dispositivo per il bombardamento in picchiata che includeva una forcella a cui veniva agganciata la bomba che, immediatamente prima dello sgancio veniva allontanata dalla fusoliera.
Su suggerimento del Generaloberst (colonnello generale) Ernst Udet, capo del servizio tecnico della Luftwaffe (ma secondo altri l'idea fu dello stesso Adolf Hitler), sugli Stuka furono montate delle sirene azionate dal flusso dell'aria, chiamate "trombe di Gerico", il cui suono aveva effetti devastanti sul morale dei soldati nemici e della popolazione civile. L'idea fu ripresa da alcune unità dell'aviazione statunitense fino ai tempi della guerra in Corea.
Lo Stuka era amato dai suoi equipaggi per la robustezza e dai soldati della Wehrmacht per la sua grande precisione, essendo capace di centrare con le sue bombe bersagli piccoli come un carro armato o una casamatta.

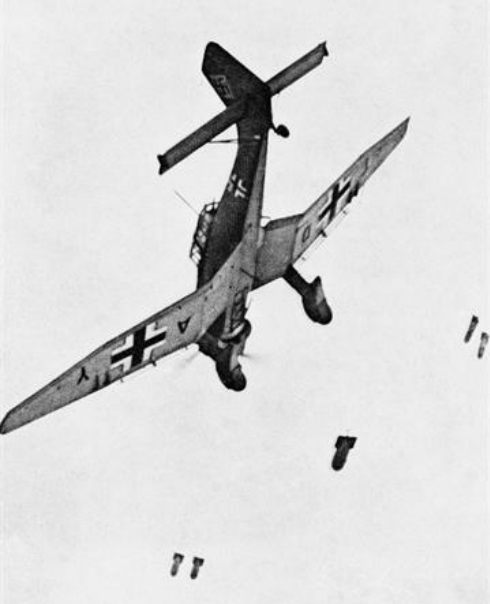
Uno Junkers JU 87B Stuka in azione durante un bombardamento

La differenza fra i bombardieri convenzionali e i bombardieri in picchiata è che mentre i primi sganciano grappoli di bombe su un'area piuttosto vasta navigando in volo orizzontale, i secondi si dirigono verticalmente (in picchiata) verso l'obiettivo da colpire, e giunti vicino ad esso sganciano una sola bomba, ottenendo così una precisione maggiore. L'attacco in picchiata si era già rivelato ideale per colpire bersagli in movimento o di difficile inquadramento, come ponti, postazioni fortificate, carri armati o navi. Questa tecnica è stata molto usata negli scontri aeronavali durante la Seconda guerra mondiale.

### Sistemi d'arma
L'armamento era composto da 2 mitragliatrici MG 17 da 7,92 mm fisse in caccia e una MG 81Z doppia da 7,92 mm brandeggiabile nell'abitacolo posteriore. Le armi di caduta erano varie combinazioni di bombe da 50, 250 o 500 kg per un totale di 1.800 kg sotto la fusoliera o sotto le ali.
La versione G era dotata di cannoncini controcarro da 37 mm.

## Impiego operativo

### Luftwaffe

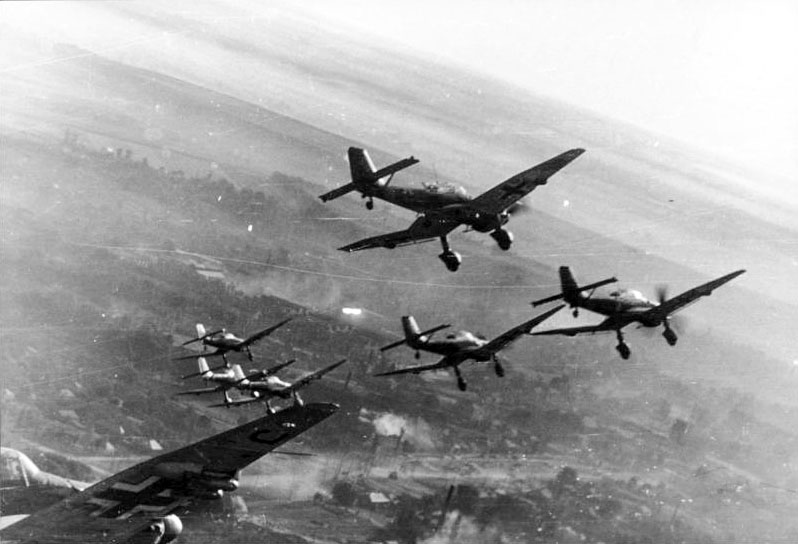
Una formazione di Ju 87 della Luftwaffe in Russia (dicembre 1943)

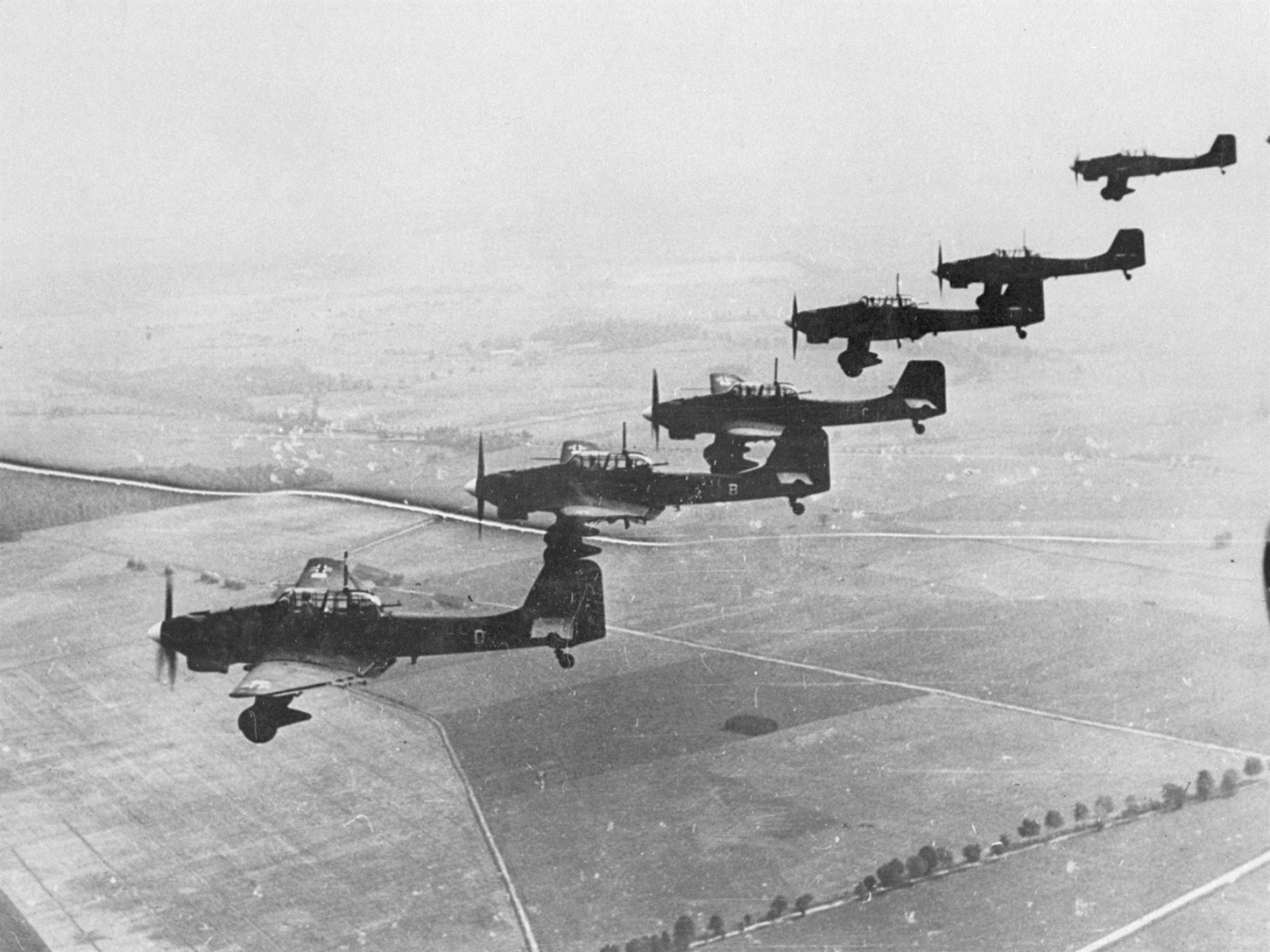
Squadriglia sul cielo della Polonia (settembre 1939)

Nel settembre del 1939, per la campagna di Polonia, la Luftwaffe schierò 219 Stuka che ebbero effetti stupefacenti nell'impiego e sul morale. La prima missione in assoluto fu eseguita da tre Ju 87B-1, decollati alle 4.26 del 1º settembre per bombardare gli accessi ai ponti di Dirschau sulla Vistola. L'obiettivo erano i cavi collegati all'esplosivo con il quale i polacchi avevano minato i ponti. Gli Stuka attaccarono undici minuti prima del momento ufficiale del balzo in avanti tedesco e ottennero un completo successo, anche se i polacchi furono poi in grado di riparare i danni e di far saltare uno dei due ponti.
La lugubre sirena che annunciava la picchiata e i brillanti risultati ottenuti anche in Norvegia e durante la campagna di Francia ne fecero un aereo leggendario. Lo Ju 87 era effettivamente la dimostrazione pratica della Blitzkrieg su tre dimensioni, che si rifaceva alle teorie di Amedeo Mecozzi sulla strettissima cooperazione tra l'arma aerea e le forze terrestri. La combinazione di rumore e precisione degli Stuka terrorizzò i difensori francesi. I soldati uscivano barcollando dai pur sicuri rifugi, incapaci di continuare a sopportare le continue onde d'urto. Gli Stuka del Fliegerkorps VIII, in particolare, al comando del generale Wolfram von Richthofen, compirono otto o nove sortite al giorno, impegnando equipaggi e personale di terra al limite delle possibilità ma ottenendo un livello di distruzione che sorprese gli stessi comandi tedeschi. Dato però che i tedeschi non fornivano scorta ai loro bombardieri, se questi venivano sorpresi dalla caccia nemica, le perdite potevano essere molto pesanti. Vicino a Sedan, il 12 maggio 1940, 6 Curtiss Hawk francesi sorpresero una formazione di Ju 87 e ne abbatterono ben undici senza subire perdite.
Ben presto fu chiaro che i successi degli Stuka potevano essere ottenuti solo in condizioni di supremazia aerea quasi assoluta. Nel corso della battaglia d'Inghilterra i reparti da bombardamento in picchiata vissero un momento di crisi profonda, subendo perdite pesantissime. In realtà lo Stuka era un aereo piuttosto vulnerabile, lento e poco manovrabile. Un confronto diretto, senza protezione adeguata, con i veloci caccia della RAF ne faceva una facilissima preda.
Per quanto gli Stuka avessero sofferto pesanti perdite per mano dell'aviazione militare inglese, la Luftwaffe non aveva rimpiazzi immediati e d'altra parte, in condizioni di supremazia aerea, lo Ju 87 rimaneva un'arma ancora valida nel tiro in picchiata, pertanto lo sviluppo della macchina continuò.
Il motore fu potenziato e, probabilmente la modifica più apprezzata dai piloti tedeschi, la corazzatura fu rinforzata. Questo nuovo modello, lo Ju 87D, fu utilizzato in quantità sul fronte orientale e in Nord Africa, dove fu impiegato anche come traino per alianti.

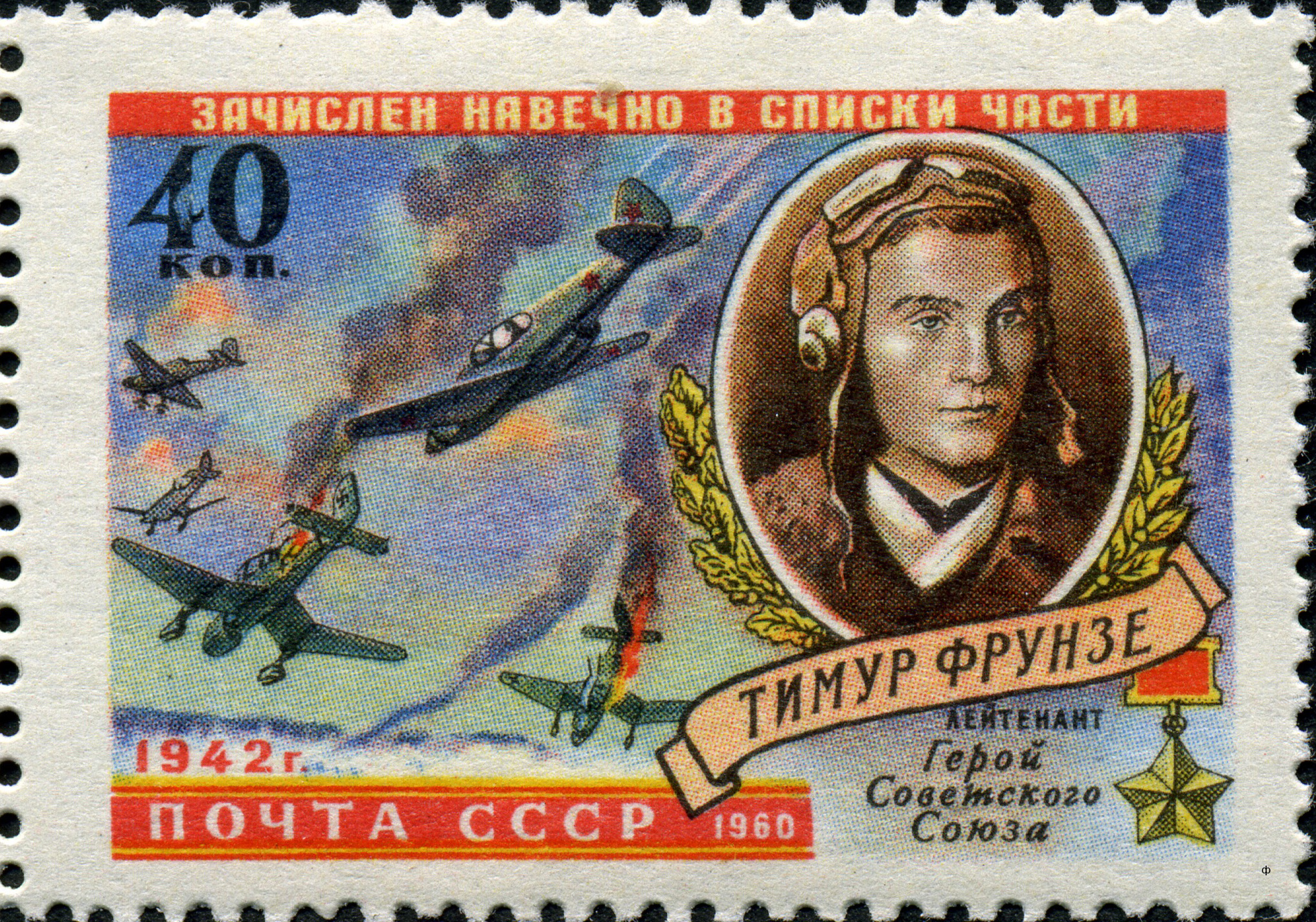
Francobollo dell'URSS (1960)

Nel Mediterraneo gli Stuka si rivelarono efficaci contro il naviglio britannico. Lo stesso accadde nel 1941 con la conquista della Jugoslavia e della Grecia (dove si ripeterono le condizioni favorevoli della Polonia), e qualche mese più tardi durante l'invasione dell'Unione Sovietica.
Costantemente aggiornato (nelle varianti D e G, più potenti e variamente equipaggiate) lo Ju 87 rimase sempre un apparecchio valido, ma assolutamente incapace di difendersi adeguatamente dalla caccia avversaria. Era quindi l'arma ideale per una guerra aggressiva, che la Germania combatté fino a tutto il 1942. A partire dal 1943 gli Stuka furono però contrastati con sempre maggiore efficacia dai caccia dell'Armata Rossa, in continua evoluzione, durante le operazioni diurne; fu così sviluppata una versione per l'attacco notturno, ma alla fine, nonostante le perdite, la Luftwaffe fu costretta a far volare lo Ju 87 anche di giorno e introdusse, nel 1942, per il parere vivamente favorevole del colonnello pilota Hans-Ulrich Rudel, la variante G-1, il cui armamento principale consisteva in una coppia di cannoni da 37 millimetri installati in carenature sotto l'ala. Nell'impiego operativo, accentrato in Unione Sovietica e sul fronte orientale, questi Stuka si rivelarono macchine micidiali. Quando i sovietici poterono disporre di un numero sufficiente di caccia per contrastarli, la già scarsa maneggevolezza, ridotta ulteriormente dal peso dei cannoni, rese questi Stuka anticarro estremamente vulnerabili.
Nonostante i suoi limiti, lo Stuka continuò ad essere impiegato sino alla fine della guerra.

### Il Pilota di Ferro
Il più celebre pilota di Stuka, Hans-Ulrich Rudel, ottenne grandi successi con questo velivolo, combattendo esclusivamente sul fronte russo; distrusse oltre cinquecento carri armati, danneggiò mettendola fuori uso una corazzata, la Marat, con una bomba da 1000 kg, perse una gamba a seguito delle ferite riportate in un combattimento aereo ma ricominciò a combattere con un arto artificiale. Terminò il conflitto come colonnello consegnandosi agli inglesi con alcuni compagni di stormo per non cadere nelle mani dei sovietici.

### Con la Regia Aeronautica

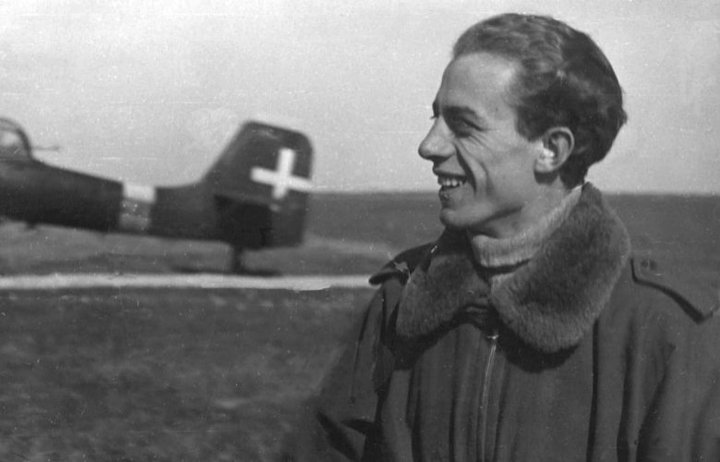
Giuseppe Cenni in linea volo, con il suo Stuka sullo sfondo, Galatina, Lecce.

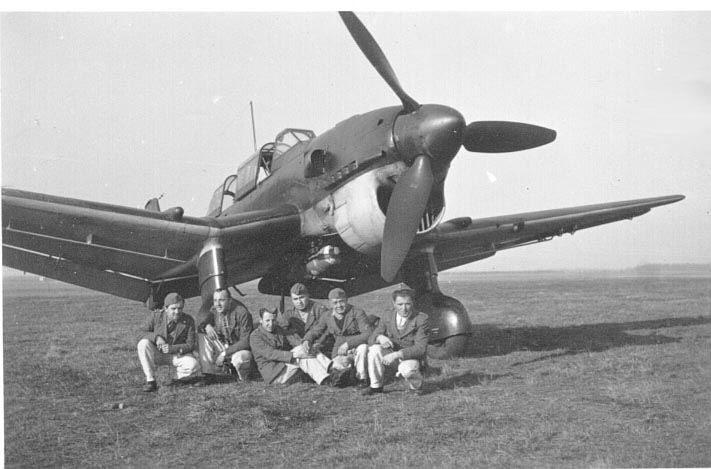
Picchiatello in dotazione alla Regia Aeronautica

Anche la Regia Aeronautica ebbe per un certo periodo in dotazione gli Stuka. Nei primi mesi del 1939 una commissione della Luftwaffe venne inviata all'Aeroporto di Guidonia per uno scambio di conoscenze e materiale. I piloti collaudatori tedeschi ebbero occasione di provare gli apparecchi italiani e gli italiani poterono provare in volo lo Stuka. In Italia la specialità del bombardamento in picchiata era scarsamente evoluta, per questo motivo il governo italiano inviò una richiesta al Ministero dell'aeronautica tedesco per almeno un centinaio di Ju 87B2, il quale accettò di fornirli in due lotti da 50 apparecchi ciascuno.
I migliori piloti dell'aviazione da caccia furono mandati presso la Stukaschule al campo di Graz, in Austria, per essere addestrati alla difficile "specialità" del bombardamento in picchiata. Nell'estate del 1940 circa cento esemplari di Ju 87B-1 furono assegnati al 96º Gruppo Bombardamento a Tuffo. Soprannominato "Picchiatello", lo Ju 87 equipaggiò in seguito anche altri Gruppi, come il 97º, il 101º e il 102º Gruppo.
I 50 Stuka del secondo lotto erano quasi tutti nella versione Ju 87R2 a grande autonomia, dotata anche di due serbatoi subalari da 300 litri. Questi aerei vennero inoltre ben presto aggiornati alla versione R5 con materiale di sopravvivenza nelle ali ed in cabina.
I "Picchiatelli" furono utilizzati contro Malta e i convogli di navi alleate nel Mediterraneo, in Nord Africa (dove presero parte alla conquista di Tobruk), in Grecia e sui Balcani. Col protrarsi della guerra la Regia Aeronautica ricevette altri esemplari, complessivamente 159 apparecchi tra le versioni B2, R2-5, venendo utilizzati fino al 1942. e, poi nella versione D3 (più qualcuno residuo delle versioni precedenti) anche nel 1943, subendo perdite pesanti durante lo sbarco anglo-americano in Sicilia. Dopo l'8 settembre la maggior parte degli Junkers Ju 87 italiani rimase al Sud e servì con l'aeronautica cobelligerante, anche se non partecipò ad alcuna azione bellica. Molti piloti alleati fecero dei voli di prova sugli aerei italiani, oppure si addestrarono contro di loro in combattimenti simulati.

### L'asso italiano
Il pilota italiano più abile e decorato sugli Stuka fu il leggendario Giuseppe Cenni: venne insignito della medaglia d'Oro e 6 d'Argento V.M., Croce di Ferro tedesca di 2ª classe e 2 promozioni per merito di guerra. Iniziò quale pilota da caccia a 21 anni con 8 vittorie nella Guerra civile spagnola e nella 2ª Guerra Mondiale passò alla specialità del Tuffo sugli Stuka. Operò sui fronti: mediterraneo, greco-albanese, jugoslavo, cirenaico sulla munitissima piazza di Tobruch, ancora mediterraneo e nelle difficilissime azioni notturne su Malta. Fu anche l’ideatore dello Skip Bombing o “Picchiata Cenni” con gli Stuka. Nel ‘43 passò ai Re.2002 e diventò, a 28 anni, il più giovane Comandante di Stormo della Regia Aeronautica, Stormo che verrà a lui intitolato. Fu così inviato prima a contrasto dell’invasione degli Alleati della Sicilia e poi della Calabria. Perderà la vita il 4 settembre 1943 al comando del 5º Stormo: l'armistizio era già stato firmato ma non ancora reso noto. Celebre è il grido “Valzer!” l’invito al “Tuffo” che usava Cenni con i suoi piloti di Stuka.

### Il parere di un pilota collaudatore britannico
Il Capt. Eric Brown, CBE, DSC, AFC, RN, Chief Naval Test Pilot and C.O. Captured Enemy Aircraft Flight, provò lo Stuka nel centro di ricerche del ministero della difesa britannica a RAE Farnborough, riportandone queste impressioni:
Il Vengeance e il Dauntless erano entrambi molto validi, ma non potevi scendere a pendenze superiori ai 60 o 70 gradi. Lo Stuka apparteneva a una classe tutta sua.»

## Versioni

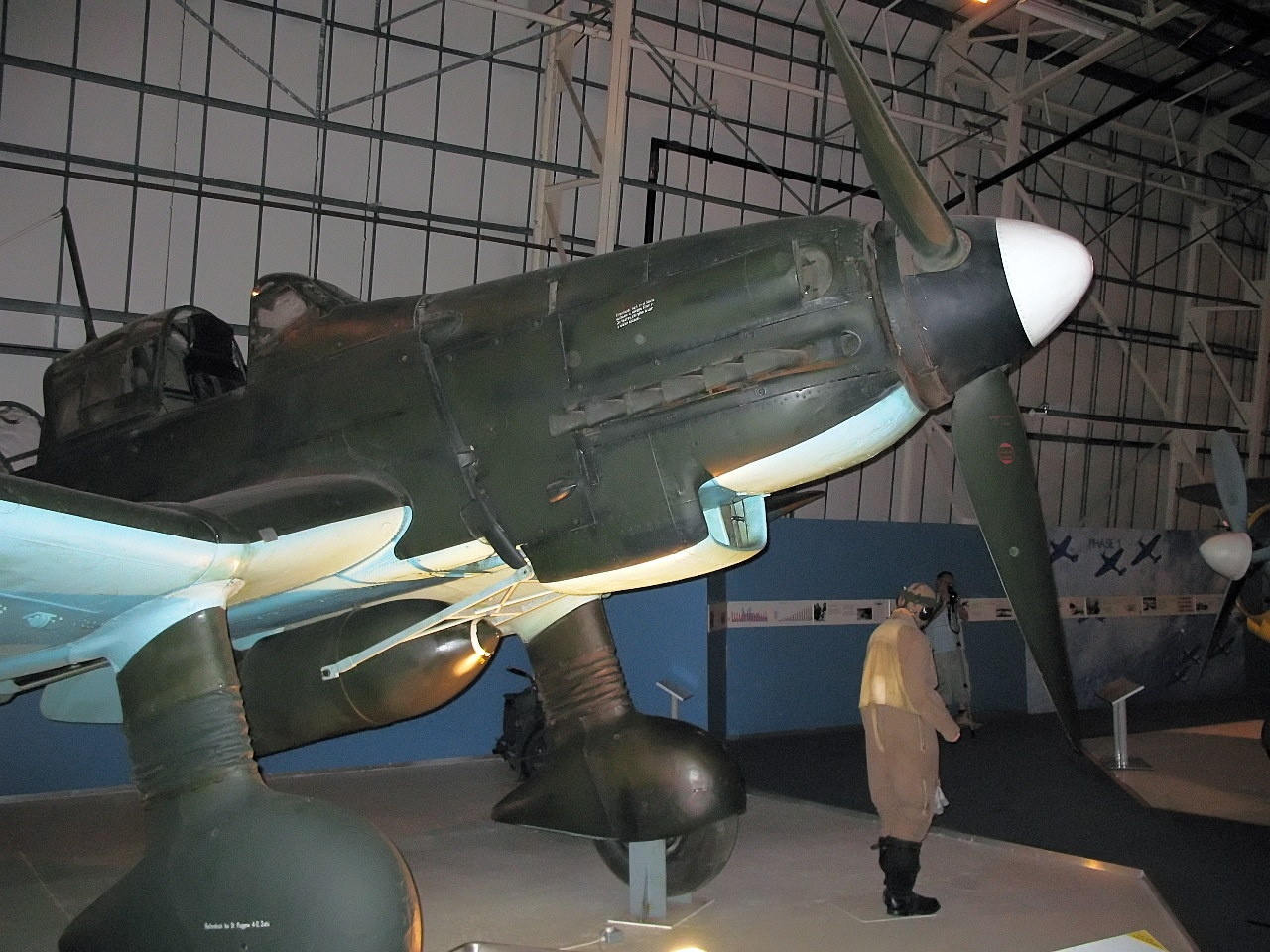
Ju87 D

Furono costruite le versioni A, B, C, D e G, con diversi tipi di armamento, cannoni da 20 mm serie D, cannoni da 37 mm - 50 mm serie G (caccia carri).
Ju 87 A
Versione iniziale impiegata anche nella guerra civile in Spagna.
Ju 87 B-1
Versione successiva ai primi esemplari della serie A, da cui differiva per il motore Jumo 211Da. L'installazione di questo motore comportò modifiche alla fusoliera e ai piani verticali di coda cosicché la linea aerodinamica complessiva del velivolo risultò meno filante rispetto a quella delle versioni precedenti. Altro elemento ad essere ridisegnato era il carrello, a cui venne aggiunta la caratteristica protezione aerodinamica delle ruote. Il carico massimo di bombe era di 1000 kg.
Ju 87 B-2
Versione successiva alla Ju 87B-1, da cui differiva per una quantità di piccoli miglioramenti, fu costruita in diverse varianti, inclusa una dotata di sci e, all'opposto, di kit per operazioni nel deserto, denominata Ju 87B-2/Trop. L'Italia ricevette un certo numero di questa versione, soprannominata "Picchiatello". Altri esemplari furono forniti ad altri paesi alleati dell'Asse, incluse Bulgaria, Ungheria e Romania.

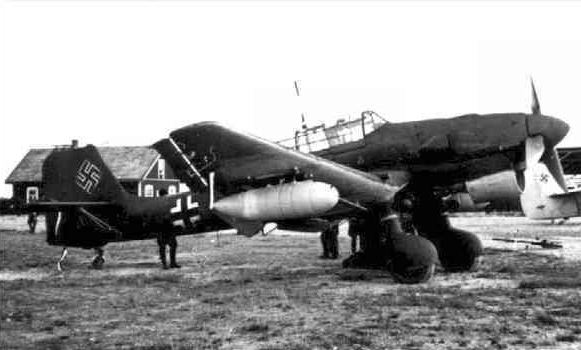
Un Junkers Ju 87R Stuka

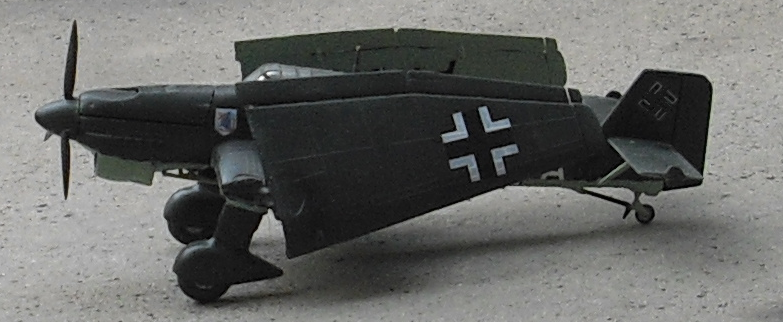
Modello della versione Ju 87C-1 con le ali ripiegate.

Ju 87 C-1
Versione imbarcata destinata all'utilizzo come dotazione della portaerei Graf Zeppelin. Le ali erano ripiegabili e gli ingranaggi impermeabilizzati, ma la nave non fu completata e gli aerei furono riconvertiti allo standard Ju87B.
Ju 87 D-1
Versione entrata in servizio nel 1942 dotata di un motore Jumo 211J con armamento aumentato a due mitragliatrici da 7,92 mm al posto di una. Il carico massimo di bombe era di 1820 kg.
Ju 87 D-7
Modello da assalto notturno, senza freni aerei, aveva tubi di scarico schermati, due cannoncini MG 151 da 20 mm ed equipaggiamento per il volo di notte.
Ju 87G-1
Questo modello era una conversione del Ju87D-5 per operazioni anticarro, con un cannone BK 37 da 37 mm sotto ognuna delle ali.
Ju 87 H
Versione da addestramento con doppi controlli prodotta utilizzando strutture dello Ju 87D.
Ju 87 R
Era una versione a grande autonomia del B-2 con modifiche riguardanti il sistema di alimentazione ed agli apparati radio. Versione ideata prevalentemente in funzione antinave. Furono prodotte diverse varianti, dal Ju 87 R-1 al Ju 87 R-4, con differenze di dettaglio, ma tutti con un comune armamento (una bomba da 250 kg) e serbatoi supplementari sganciabili.

## Utilizzatori
Bulgaria
- Vazhdushnite na Negovo Velichestvo Voiski

 Croazia
- Kroatische Luftwaffen Legion

 Regno Unito
- Royal Air Force (preda bellica)

 Germania
- Luftwaffe

 Italia
- Regia Aeronautica
  - 96º Gruppo Bombardamento a Tuffo: dal 22 agosto 1940 al febbraio 1941 utilizzò i Ju 87B e dal gennaio 1941 anche i Ju 87R
  - 97º Gruppo Bombardamento a Tuffo: dal luglio all'agosto 1940 utilizzò i Ju 87B e dal 22 settembre al marzo 1943 i Ju 87R
  - 101º Gruppo Bombardamento a Tuffo: dal 5 marzo al 2 aprile 1941 utilizzò i Ju 87B, poi Ju 87R fino al luglio 1942
  - 102º Gruppo Tuffatori: dal 1º maggio al novembre 1942 utilizzò i Ju 87R
  - 103º Gruppo Bombardamento a Tuffo: dal 1º febbraio all'agosto 1943 utilizzò i Ju 87D-3
  - 121º Gruppo Bombardamento a Tuffo: dal 2 all'11 luglio 1943 utilizzò i Ju 87R-5, dal 10 luglio dello stesso anno fino al 27 agosto erano in dotazione al reparto anche i Ju 87D-3
  - 208ª Squadriglia Bombardamento a Tuffo: Ju 87R dal 7 maggio 1941 al 25 marzo 1942
  - 209ª Squadriglia Bombardamento a Tuffo: Ju 87R dal 7 maggio 1941 al 25 marzo 1942
  - 236ª Squadriglia Cacciabombardieri: nel gennaio 1941, fino a novembre, aveva a disposizione i Ju 87R
  - 237ª Squadriglia Bombardamento a Tuffo: Ju 87D
  - 238ª Squadriglia Bombardamento a Tuffo: Ju 87R
  - 239ª Squadriglia Bombardamento a Tuffo: Ju 87R dal 7 maggio al 28 dicembre 1941[19]
- Aeronautica Cobelligerante Italiana

 Romania
- Forțele Aeriene Regale ale României

 Ungheria

### Annotazioni
1. ↑  A testimonianza del durissimo ciclo operativo della 239ª Squadriglia di G. Cenni, che poi confluì nel 102º Gruppo: tutti i piloti inizialmente assegnati alla squadriglia perderanno la vita in azione di guerra. Partendo da sinistra: 1º Sottotenente Mario Bellocchi abbattuto dalla contraerea il 26 febbraio 1941 sul ponte di Hani Balaban; 2º il Maggiore Giuseppe Cenni, perderà la vita il 4 settembre 1943 su Re.2002, nel tentativo di ostacolare l’invasione degli Alleati della Calabria; 3º Sottotenente Mario Daverio abbattuto dalla contraerea su Tobruk 8 giugno 1941 (Cfr. Emiliani - Storia Militare, 1995, p. 30).

### Fonti
1. ↑  Mondey, p. 118.
2. 1 2  Matricardi, pp. 242-243.
3. ↑  Mondey, p. 116.
4. 1 2 3 4 5 6 7 8  Gunston, p. 137.
5. ↑  Mondey, pp. 111-112.
6. ↑  Matricardi, p. 116.
7. 1 2  Boyne, p. 28.
8. ↑  Boyne, p. 57.
9. 1 2  Mondey, pp. 114-116.
10. ↑  Matricardi, p. 243.
11. ↑  Gen.Pesce - Uff.Storico AM, 2002, p. 70.
12. ↑  Emiliani - Storia Militare, 1995, p. 30.
13. ↑  Emiliani - Storia Militare, 1995, p. 28.
14. ↑  Gen.Pesce - Uff.Storico AM, 2002, pp. 11-12.
15. ↑  Pagliano, pp. 255-256.
16. ↑  Thompson e Smith, pp. 235-236.
17. 1 2  Chant, p. 16.
18. ↑  Mondey, pp. 113-114.
19. ↑  Dunning, pp. 94/148.

### Periodici
- Angelo Emiliani, Il "Tuffatore" della Regia Aeronautica (Giuseppe Cenni, pilota di Stuka venuto dalla caccia), in Storia Militare, n. 19, Parma, aprile 1995.
- Carlo Migliavacca (AAA di Parma), Giuseppe Cenni una leggenda dell'Aeronautica, in Gazzetta di Parma, Parma, 3 settembre 2012.